# Кэмпбелл, Бронте
Бронте Кэмпбелл (англ. Bronte Campbell; род. 14 мая 1994 года, Блантайр, Малави) — австралийская пловчиха, трёхкратная олимпийская чемпионка в эстафетах, пятикратная чемпионка мира, пятикратная победительница Игр Содружества. Специализируется в плавании вольным стилем на дистанциях 50 и 100 метров.

## Спортивная биография
Является родной сестрой олимпийской чемпионки, также пловчихи, Кейт Кэмпбелл, при этом на Олимпийских играх в Лондоне, впервые в истории олимпийских соревнований по плаванию, родные сёстры конкурировали между собой в одной и той же плавательной дисциплине. В 2015 году они стали первыми в истории родными сёстрами, оказавшимися на одном подиуме чемпионатов мира в индивидуальных заплывах (золото у Бронте и бронза у Кейт в заплыве на 100 метров). 
Родители спортсменки, Эрик и Дженни, — южноафриканцы, в 1991 году переехали в Малави, когда Эрику предложили там работу. Бронте Кэмпбелл родилась в Малави, а в 2001 году вместе с семьёй переехала в Австралию, где и начала заниматься плаванием вместе с сестрой у одного и того же тренера. В 2009 году выиграла заплыв на 50 метров вольным стилем на юношеском Олимпийском фестивале в Австралии, в 2011 году выиграла золотую награду на юношеском чемпионате мира в Лиме.
В 2012 году отобралась в национальную сборную Австралии для участия на Олимпийских играх в Лондоне, в итоге заняла 10-е итоговое место в заплыве на 50 метров вольным стилем.
В 2013 году выиграла серебряные награды на чемпионате Австралии в заплывах на 50 и 100 метров вольным стилем, тем самым отобравшись в национальную сборную на чемпионат мира 2013 года в Барселоне, на котором в составе национальной сборной в эстафете 4×100 метров вольным стилем стала серебряной медалисткой.
В 2015 году на чемпионате мира в Казани, стала трёхкратной чемпионкой мира, выиграв золотые награды в заплывах на 50 и 100 метров вольным стилем, а также в эстафетном заплыве 4×100 метров вольным стилем. В последний день соревнований выиграла также бронзовую награду в комбинированном эстафетном заплыве 4×100 метров.

### Результаты на летних Олимпийских играх
Зелёным выделены участия в финальных заплывах
| Дистанция                       | 2012 | 2016 | 2020 | 2024 |
| ------------------------------- | ---- | ---- | ---- | ---- |
| 50 м вольным стилем             | 10   | 7    | —    | —    |
| 100 м вольным стилем            | —    | 4    | —    | —    |
| Эстафета 4×100 м вольным стилем | —    | 1    | 1    | 1    |
| Смеш. комб. эстафета 4×100 м    | н/д  | н/д  | 3    | —    |